# Macronemurus elegantulus
Macronemurus elegantulus is een insect uit de familie van de mierenleeuwen (Myrmeleontidae), die tot de orde netvleugeligen (Neuroptera) behoort. 
Macronemurus elegantulus is voor het eerst wetenschappelijk beschreven door McLachlan in 1898.